# 多諾萬·帕頓

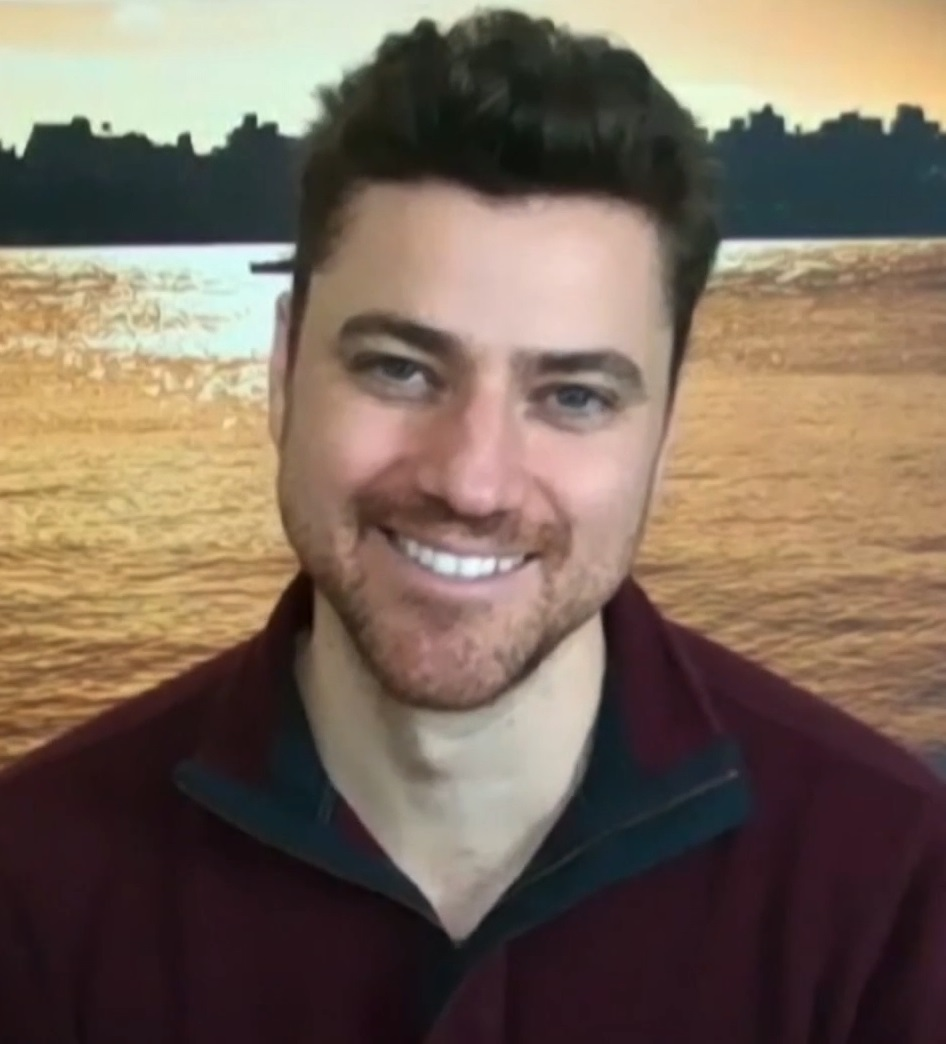
多诺万·帕顿（2020年）

多諾萬·帕頓（英語：Donovan Patton；1978年3月1日—）是一位美國演員和歌手。他雖然主要出演兒童節目，但也會出演一些獨立電影。他自2002年開始出演電視。